# Rubens Fernando Moedim
Rubens Fernando Moedim (São Paulo, 1982. augusztus 4. –), ismert nevén Rubinho, brazil labdarúgó, az olasz Genoa kapusa. Bátyja a szintén labdarúgó, olimpiai bronzérmes és UEFA-kupa-győztes Zé Elias.
Miután szülőhazájában a Corinthiansnál kezdte pályafutását, profi karrierjének nagy részét Olaszországban töltötte.

## Klubkarrierje
A São Paulóban született Rubinho a Sport Club Corinthians Paulistánál kezdte pályafutását, és ott töltötte első négy profi szezonját. 2006 januárjában a portugál Vitória de Setúbalhoz szerződött, és segített a Sadinosnak a portugál labdarúgó-bajnokság első osztályában a nyolcadik hely elérésében.
Ezt követően Rubinho az olasz Serie B-be igazolt, a Genoa C.F.C.-hez, ahol már a kezdetektől fogva kezdőjátékos volt, és első szezonjában (29 lejátszott mérkőzés) feljutott a Serie A-ba. A következő szezonban pontosan ugyanannyi mérkőzésen lépett pályára, mint amennyin a csapata, amely a tizedik helyen végzett.
2009. augusztus 6-án Rubinho ötéves szerződést írt alá az U.S. Città di Palermo csapatához, ahová Marco Amelia, aki ugyanazt a posztot töltötte be – mindkét játékos értékét 5 millió euróra becsülték. A következő év februárjában kölcsönadták az A.S. Livorno Calcióhoz, miután elvesztette helyét a fiatal Salvatore Sirigu miatt.
2010. június 29-én az A.C. Chievo Verona kezdetben megállapodott a Palermóval Rubinho kölcsönadásáról, Stefano Sorrentino eladásának feltételével, de az üzlet végül meghiúsult, és augusztus 31-én Rubinho a másodosztályú Torino FC-hez szerződött, szintén kölcsönben.
Annak ellenére, hogy Sirigu nem volt hajlandó új szerződést kötni a Palermóval, és végül el is utasították, Benussit bevetették a 2011–12-es UEFA Európa Liga harmadik selejtezőkörében, amely kieséssel végződött az FC Thun ellen, és Rubinho elvesztette státuszát is ebben a mérkőzésben, Giacomo Brichetto vette át a helyét. 2011. december 16-án felbontotta szerződését a klubbal.
2012. augusztus 29-én, miután hazájában a Grêmio Barueri Futebol csapatánál edzett, az A.S. Varese 1910 próbajátékán volt, sőt, az utóbbival alá is írt. Rubinho egyéves szerződést kötött a Juventus FC-vel. Ez idő alatt másodjátékos volt Gianluigi Buffon és Marco Storari mögött, bár a torinói csapat kulcsfontosságú személyiségeként vált ismertté. Versenyszerűen 2013. május 18-án debütált, a szezon utolsó mérkőzésén, a Sampdoria elleni 2–3-as idegenbeli vereség 80. percében Storari helyére állt be, de a Juventus a vereség ellenére már bajnok lett; ezt követően megújította szerződését vele a klub.

## Fordítás
Ez a szócikk részben vagy egészben  a   Rubinho (footballer) című angol Wikipédia-szócikk ezen változatának fordításán alapul.  Az eredeti cikk szerkesztőit annak laptörténete sorolja fel. Ez a jelzés csupán a megfogalmazás eredetét és a szerzői jogokat jelzi, nem szolgál a cikkben szereplő információk forrásmegjelöléseként.